# 79. østlige længdekreds
Den 79. østlige længdekreds (eller 79 grader østlig længde) er en længdekreds, der ligger 79 grader øst for nulmeridianen. Den løber gennem Ishavet, Asien, det Indiske Ocean, det Sydlige Ishav og Antarktis.